# 道の駅熊野・花の窟
道の駅熊野・花の窟（みちのえき くまの・はなのいわや）は、三重県熊野市有馬町にある国道42号の道の駅である。

## 概要
花の窟神社に隣接する「お綱茶屋」がこれまでの観光情報に加え、道路情報も提供し、道の駅として開駅した。

## 施設
- 駐車場
  - 普通車：13台[5]
  - 大型車：2台[5]
  - 身障者用：1台[5]
- トイレ 8器[4]
- お綱茶屋（10:00 - 17:00、季節によって変動あり）[5]
  - 食堂[3]
  - お土産品・物産販売コーナー[3]
  - 資料展示コーナー[3]
- 休憩コーナー

## 休館日
- 年中無休[3][5]

## アクセス
- 国道42号 - 登録路線[2]

公共交通機関（鉄道）
- 東海旅客鉄道（JR東海）紀勢本線有井駅より徒歩約10分。

## 周辺
- 花の窟神社（世界遺産・紀伊山地の霊場と参詣道）[3][6]